# سیارک ۱۰۸۴
سیارک ۱۰۸۴ (به انگلیسی: 1084 Tamariwa، نامگذاری:1926CC) هزار و هشتاد و چهارمین سیارک کشف شده‌است که در ۱۲ فوریه ۱۹۲۶ و در رصدخانه سایمیز کشف شد.
قدر مطلق سیارک برابر ۱۰٫۷۸ است.